# Zaleplon
Zaleplon, được bán dưới tên thương hiệu Sonata cùng với những biệt dược khác, là một thuốc an thần - thôi miên, được sử dụng để điều trị chứng mất ngủ. Nó là một thuốc thôi miên nonbenzodiazepine từ lớp pyrazolopyrimidine.
Nó được sản xuất bởi King Pharmaceuticals và Gedeon Richter Plc.. Nó đã bị ngừng sử dụng ở Canada nhưng có thể được sản xuất nếu một đơn thuốc được mang đến nhà thuốc tây. Nó được quy định hiếm khi ở Vương quốc Anh, với zopiclone là thuốc Z được ưa thích bởi Dịch vụ Y tế Quốc gia (NHS).

## Sử dụng trong y tế
Zaleplon hơi hiệu quả trong chứng mất ngủ, chủ yếu được đặc trưng bởi khó ngủ. Do thời gian bán hủy ultrashort của nó, zaleplon có thể không hiệu quả trong việc làm giảm sự thức tỉnh sớm.
Nó có thể dẫn đến khả năng lái xe bị suy giảm vào ngày hôm sau, mặc dù nó đã được chứng minh đầy hứa hẹn khi so sánh với thuốc an thần / thôi miên khác và thuốc an thần còn lại vào ngày hôm sau. Nó có thể có lợi thế hơn so với các thuốc benzodiazepin với ít tác dụng phụ hơn.
Cả zaleplon, cũng không phải bất kỳ loại thuốc thôi miên nonbenzodiazepine nào cũng nên được kết hợp với rượu, vì cả hai điều chỉnh các vị trí thụ thể GABAA, và theo cách hiệp đồng làm tăng nguy cơ suy hô hấp gây tử vong và ngạt thở do nôn.

## Tương tác
Cimetidine, rifampicin và thioridazine gây tương tác với zaleplon.
Cimetidine và bưởi được biết là làm tăng nồng độ trong huyết tương của các loại thuốc benzodiazepin được chuyển hóa bởi men gan P450 CYP3A4 (ví dụ alprazolam) bằng cách kéo dài thời gian mà thuốc rời khỏi cơ thể, kéo dài thời gian bán hủy một cách hiệu quả. Do đó, do sự tương đồng giữa zaleplon và các loại thuốc benzodiazepin, đặc biệt là về hiệu quả và không chỉ cấu trúc hóa học, nên có biện pháp phòng ngừa (ví dụ như hỏi thăm tại nhà thuốc) trước khi sử dụng cimetidine (hoặc bưởi) trong khi dùng zaleplon.

## Hóa học
Zaleplon tinh khiết ở trạng thái rắn là dạng bột trắng đến trắng với độ hòa tan rất thấp trong nước, cũng như độ hòa tan thấp trong ethanol và propylene glycol. Nó có hệ số phân chia theo octanol/nước không đổi (logP = 1,23) khi phạm vi pH nằm trong khoảng từ 1 đến 7.
Nó được phân loại là một pyrazolopyrimidine.

### Tổng hợp

Tổng hợp Zaleplon: Quá trình tiểu thuyết: khác:

Quá trình tổng hợp bắt đầu bằng sự ngưng tụ 3-acetylacetanilide  (1) với N, N -dimethylformamide dimethyl acetal (DMFDMA)  để tạo ra eneamide (2). Nitơ anilide sau đó được kiềm hóa bằng natri hydride và etyl iodide để cho 3. Bước đầu tiên trong quá trình ngưng tụ với 3-amino-4-cyanopyrazole có thể được hình dung là liên quan đến chuỗi phản ứng loại bỏ bổ sung trên chức năng eneamide để tạo ra một chất trung gian thoáng qua như 5. Chu kỳ sau đó dẫn đến sự hình thành của vòng pyrimidine hợp nhất để đủ khả năng zaleplon (6).